# Rotbuche Dresdner Heide

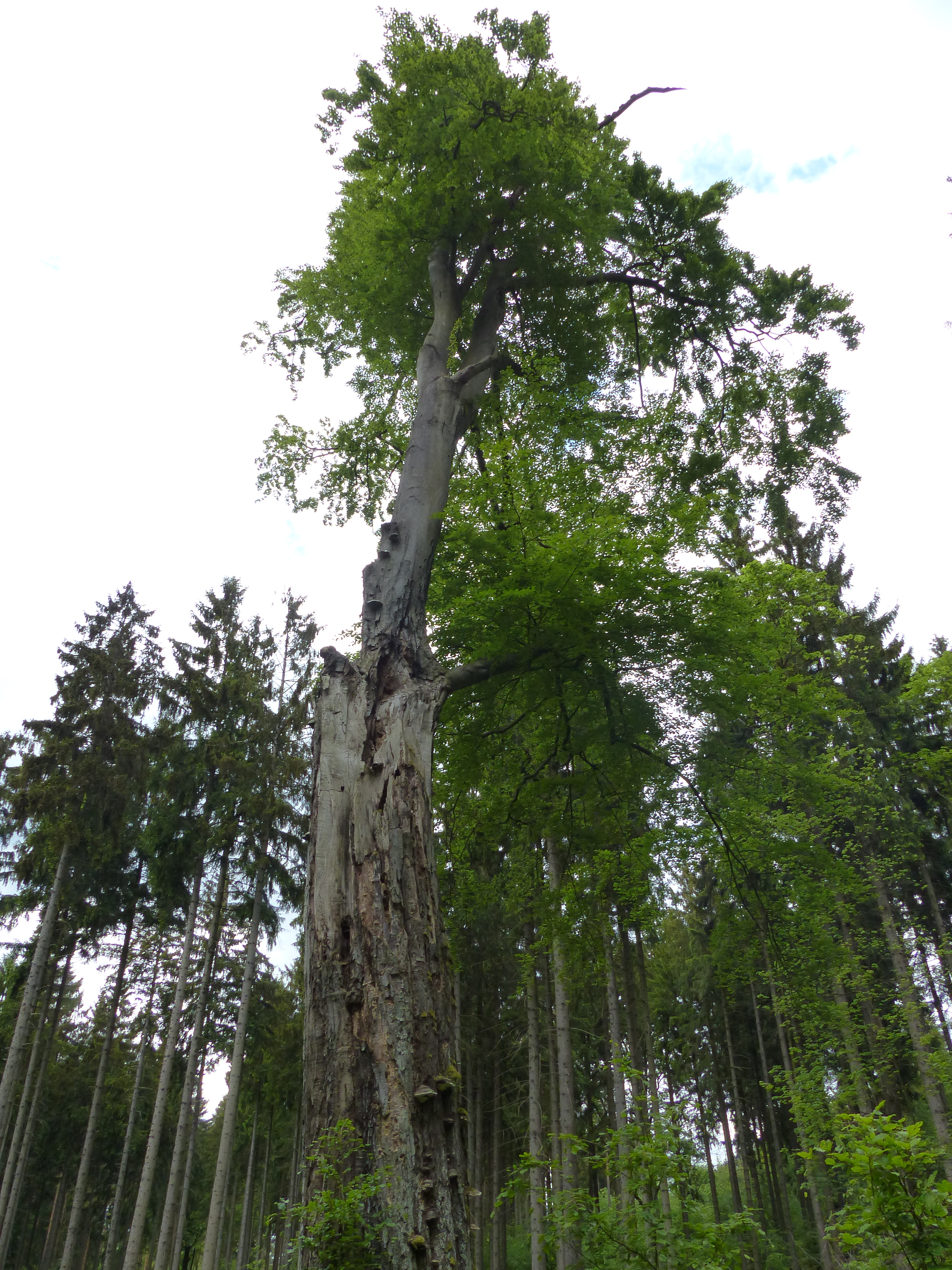
Rotbuche nach Kronenbruch, 2015

Die Rotbuche Dresdner Heide ist seit Ende 2000 ein als Einzelbaum ausgewiesenes Naturdenkmal (ND 108) in der Dresdner Heide. Der Baum hatte eine Höhe von etwa 35 Metern und einen Stammumfang von 5,70 Metern erreicht, bevor er aufgrund eines unerkannten Schadens am Kronenansatz infolge eines Orkans einen beträchtlichen Teil seiner Krone verlor. Zuvor wies die Rotbuche (Fagus sylvatica) einen Kronendurchmesser von etwa 28 Metern auf. Zum Zeitpunkt der Unterschutzstellung war in Dresden einzig die Rotbuche hinter dem Weißen Schloß (ND 66) ein mächtigerer Vertreter der Art.

## Geographie
Der Baum steht im nordöstlichen Stadtgebiet Dresdens, relativ zentral in der als Landschaftsschutzgebiet ausgewiesenen Dresdner Heide. Der Standort befindet sich etwa 150 Meter nordwestlich der Kreuzung der Radeberger Straße mit der Schneise 8. Vor dem Kronenbruch hob sich der markante Baum von seiner Umgebung ab.
Beim Staatsbetrieb Sachsenforst gehört dieser Standort im Forstbezirk Dresden zum Revier Langebrück, Forstabteilung 109.

## Geschichte

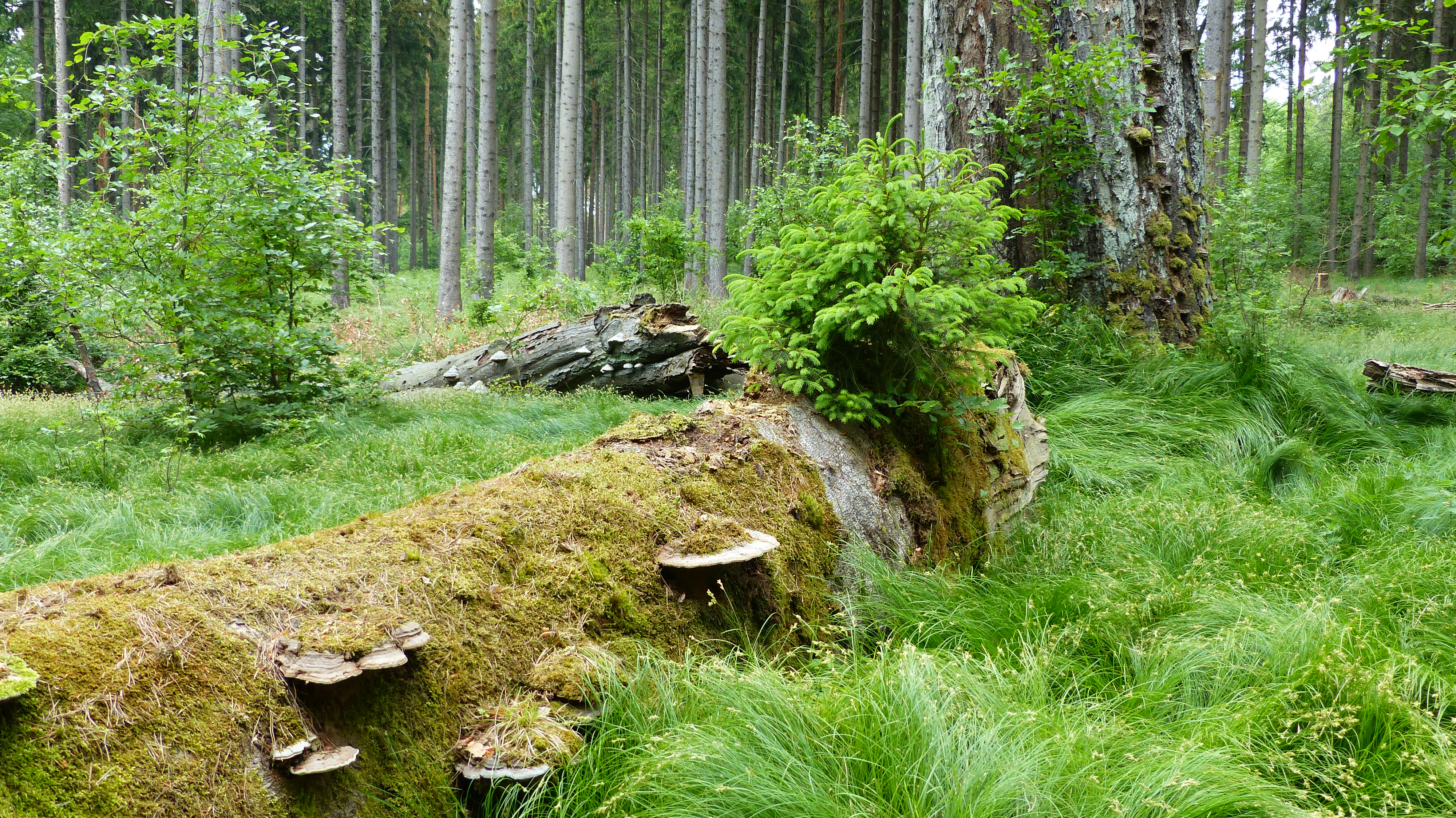
Bruchholz neben dem Stamm der Rotbuche, 2015

Das Alter der Rotbuche wurde im Jahr 2000 auf etwa 250 Jahre geschätzt, der Baum entstammt demnach der Mitte des 18. Jahrhunderts. Zum damaligen Zeitpunkt wies er, „[t]rotz seiner Monumentalität“, „eine gesunde Krone, kaum Astabbrüche und keinerlei Fäule oder Pilzbefall auf.“ Der Baum hatte damit bereits das normalerweise erreichbare Höchstalter einer Rotbuche von 250 bis 300 Jahren erreicht, wirkte jedoch noch gesund, sodass ihm noch eine lange Lebensperiode beschieden wurde. Die Landeshauptstadt Dresden als Untere Naturschutzbehörde erließ daher im Dezember 2000 einen Festsetzungsbescheid zur Unterschutzstellung der Rotbuche, unter anderem im Hinblick darauf, dass das einzige noch größere Exemplar in Dresden, die Rotbuche hinter dem Weißen Schloß in Cossebaude, zu diesem Zeitpunkt bereits geschädigt war. Damit sollte außerdem „der herausragende naturschutzfachliche bzw. gehölzkundliche Wert des Baumes verdeutlicht werden.“ Der Schutzbereich wurde auf 18 Meter um den Stamm festgelegt.
Ein unerkannter Zwieselschaden sorgte in Verbindung mit einem Orkan im Oktober 2002 für einen Abbruch von mehr als einem Drittel der Krone. Trotz zwischenzeitlichem Schädlingsbefall könnte der Baum noch mehrere Jahrzehnte überleben. Wie bei der Politischen Buche im Kleditschgrund in Niederwartha stellt das abgebrochene Holz ein Biotop für kleinere Tiere sowie für Pilze, Flechten und Algen dar.